# トヨタエンタプライズ
株式会社トヨタエンタプライズ（英: TOYOTA ENTERPRISE Inc.）は、愛知県名古屋市に本社を置く総合サービス事業を幅広く展開しているトヨタ自動車の完全子会社。

## 概要
1952年（昭和27年）10月、有恒商事（株）として設立された。現在は、トヨタ博物館などのミュージアム運営やトヨタ自動車主要工場・オフィスの警備業務、人材派遣などを行っている。

## 事業内容
- ショールーム・ミュージアム・商業施設・研修施設の運営管理
- 宿泊・保養施設の運営管理
- オフィスサポート、寮・社宅管理
- 清掃、設備管理
- レストラン
- 商品販売
- セキュリティサービス
- 人材派遣
- 自動車研究開発評価支援
- 造園・緑地管理
- 時間貸駐車場
- 保険代理店

## 沿革
- 1952年（昭和27年）10月 - 東京都渋谷区に「有恒商事株式会社」として設立[3]。
- 1959年（昭和34年）11月 - 「有恒不動産株式会社」に商号を変更[3]。
- 1983年（昭和53年）6月 - 本社を愛知県名古屋市中村区に移転[3]。
- 1990年（平成2年）4月 - 「株式会社トヨタエンタプライズ」に社名を変更[3]。

## 事業所
- 本社（愛知県名古屋市）[1]
- 豊田事務所[1]
- 東京事務所[1]